# 妙峰山
39°58′33″N 116°03′01″E / 39.9757°N 116.050239°E

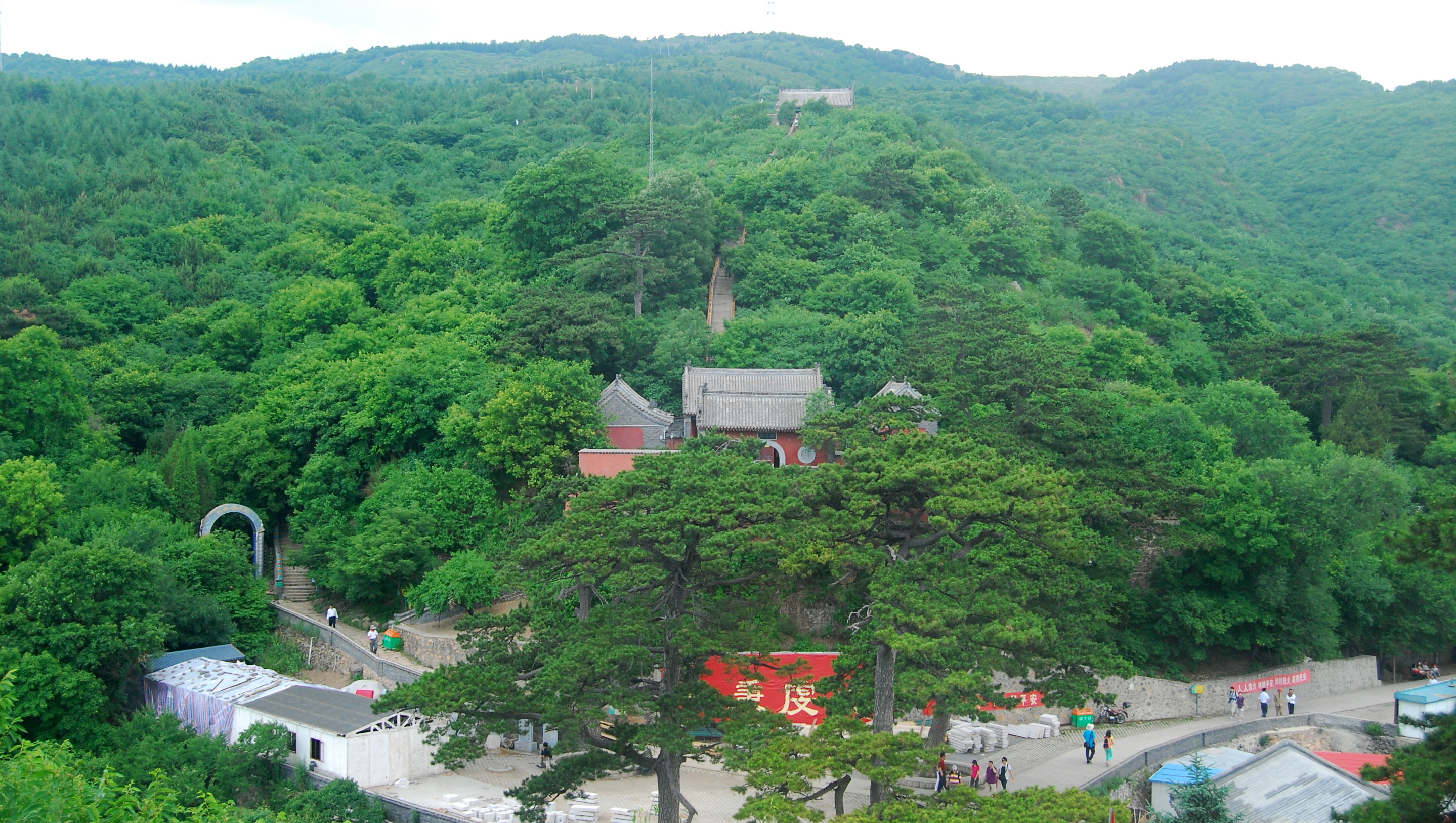
妙峰山之一角

妙峰山，位于北京市门头沟区妙峰山镇涧沟村，是一座汇集了佛教、道教、民间信仰的名山。

## 历史
妙峰山风景名胜区位于门头沟区，面积20平方公里，距离北京市区55公里。以“古刹”、“怪石”、“奇松”、“异卉”而著称。妙峰山属于太行山余脉，主峰海拔1291米。在妙峰山，游客可观赏晚霞、日出、雾凇、山市等景观。妙峰山还有千亩玫瑰花。
唐朝天授元年（690年），武则天向全国颁《大云经》，诏令各州县兴建大云寺。妙峰山位于幽州西部，官府在妙峰山上兴建了一座大云寺。《大云经》称武则天为弥勒佛转生，大云寺遂在农历每年五月初五弥勒佛生日时举行庆诞法会，幽州各地官员、军官、僧众、俗众云集妙峰山。
和妙峰山主峰相邻的仰山有座栖隐寺，始建于唐朝末年，辽朝、金朝、元朝、明朝曾经多次成为皇家香火院。每年四月初八，栖隐寺举办“浴佛节”大会，各地僧俗会众参加。金朝初年，禅宗高僧希辨以“青州和尚”之名闻名天下，在仰山栖隐寺创立了禅院施医施药局制度，聘父子二位医生为僧，在仰山炼神药，后来在民间传为“药王”，由此形成了仰山寺庙会，每年四月初八到二十八日举办药王节，至清朝末年逐渐停办。金朝大定二十年（1180年），金世宗敕令扩建仰山寺，赐名“仰山大栖隐禅寺”。
明朝永乐年间，不少山西移民来到京西山区，将山西的习俗带来。这些移民在农历正月十五上元节敬娘娘、闹社火、演出百戏、走会；农历七月下旬至八月初举办“婆婆神会”祭祀娘娘、迎神走会、秋社赛神。一些大村先后兴建了天仙庙，供奉天仙圣母碧霞元君。妙峰山邻近的村庄也兴建了妙峰山娘娘庙，娘娘庙成了各村祀神的中心。妙峰山娘娘庙会因为妙峰山的娘娘“照近不照远”及“照远不照近”的传说而闻名。明朝，妙峰山娘娘庙会春香（春山）会期是农历正月十五左右，举行朝山进香、迎神走会，在涧沟村唱大戏，亲友相互走访观会，出嫁的女儿也会携带子女回娘家“赶会”；秋香（秋山）会期是农历七月二十五日至八月初一，举行朝山进香、迎神走会，还举行“祭麻谷”、“挂地头” 等祈求年丰的仪式。明朝末年，自京城到妙峰山朝拜娘娘的香客日益增多，且大多数是“借佛游春”。起初，香客们专程参加仰山寺药王会，顺道来妙峰山朝拜，后来逐渐变为来妙峰山娘娘庙进香为主，顺道游仰山寺。外地香客进香一般在四月初一至十八日，传说这个时段的妙峰山娘娘是“照远不照近”，所以当地乡民不参加。此后，妙峰山娘娘庙经过京城香客的修缮，改由道士掌管，成为道教庙宇。
清朝时，康熙帝封妙峰山娘娘庙为“金顶妙峰山”娘娘庙，使其地位居于北京东、西、南、北、中“五顶娘娘庙”以上。自此，妙峰山娘娘庙会成了京城及邻近各省香火极盛之所。春香会期的香客自外地来，秋香会期由当地乡民与外来香会共同组织。老北京有歇后语“妙峰山的娘娘——照远不照近”，即当地乡民多数参加本地的娘娘庙会，例如九龙山娘娘庙会，庄户、板桥、千军台村天仙会（又称“中幡会”），上清水天仙会，百花山娘娘庙会等等，而不参加妙峰山娘娘庙会。清朝康熙年间，妙峰山娘娘庙改为佛教僧人住持。乾隆二十五年（1750年），香客捐款扩建妙峰山娘娘庙，当地乡民原来建的天仙庙改名“灵感宫”，作为整个娘娘庙的正殿，娘娘庙的规制自此由“娘娘行宫”升格为“娘娘离宫”。嘉庆帝又赐名“敕建惠济祠”，并赐御书庙名匾额，使妙峰山娘娘庙的地位达到顶峰。
清朝末年之后，妙峰山香火逐渐低迷。抗日战争时期，妙峰山的庙宇受到严重损毁，庙会随之衰落；与此同时，妙峰山成为中国共产党的游击区及根据地。1939年、1945年，八路军挺进剧社先后两次在妙峰山庙会向香客宣传中国共产党的抗日主张。1946年，在妙峰山娘娘庙举行了展现中国共产党领导的军队的业绩的大型新闻照片展览。中华人民共和国成立之初，庙会停办。1985年庙宇获得初步修复，1987年对外开放。1990年，妙峰山娘娘庙会恢复举办至今。
1997年11月15日，北京京西风光旅游开发股份有限公司创立大会暨第一届股东大会召开。该公司的实际控制人为北京市门头沟区国有资产监督管理委员会。1998年1月8日，该公司股票在深圳证券交易所上市，股票简称“京西旅游”。1998年3月19日，该公司第一届董事会第二次会议召开，经过表决，一致通过了该公司总经理王维良所作的报告，决定设立北京京西风光旅游开发股份有限公司灵山景区分公司、百花山景区分公司、妙峰山景区分公司、潭柘戒台景区分公司、永定河景区分公司。其中，妙峰山景区分公司即专门负责妙峰山景区的开发及管理工作。2003年8月28日，北京京西新南城投资发展有限公司成立，该公司是由门头沟区永定镇人民政府成立。此后该公司于2004年接手了北京京西风光旅游开发股份有限公司，从而使妙峰山景区转入该公司的控制之下。
妙峰山自重新对外开放之后，一直没有僧人或道士进驻，并非宗教活动场所，只是旅游景区。2013年3月，中国道教协会副会长黄信阳作为第十二届全国政协委员，在中国人民政治协商会议第十二届全国委员会第一次会议上发出提案，建议将妙峰山恢复为道教活动场所，以改变门头沟区没有道教活动场所的现状。

## 建筑

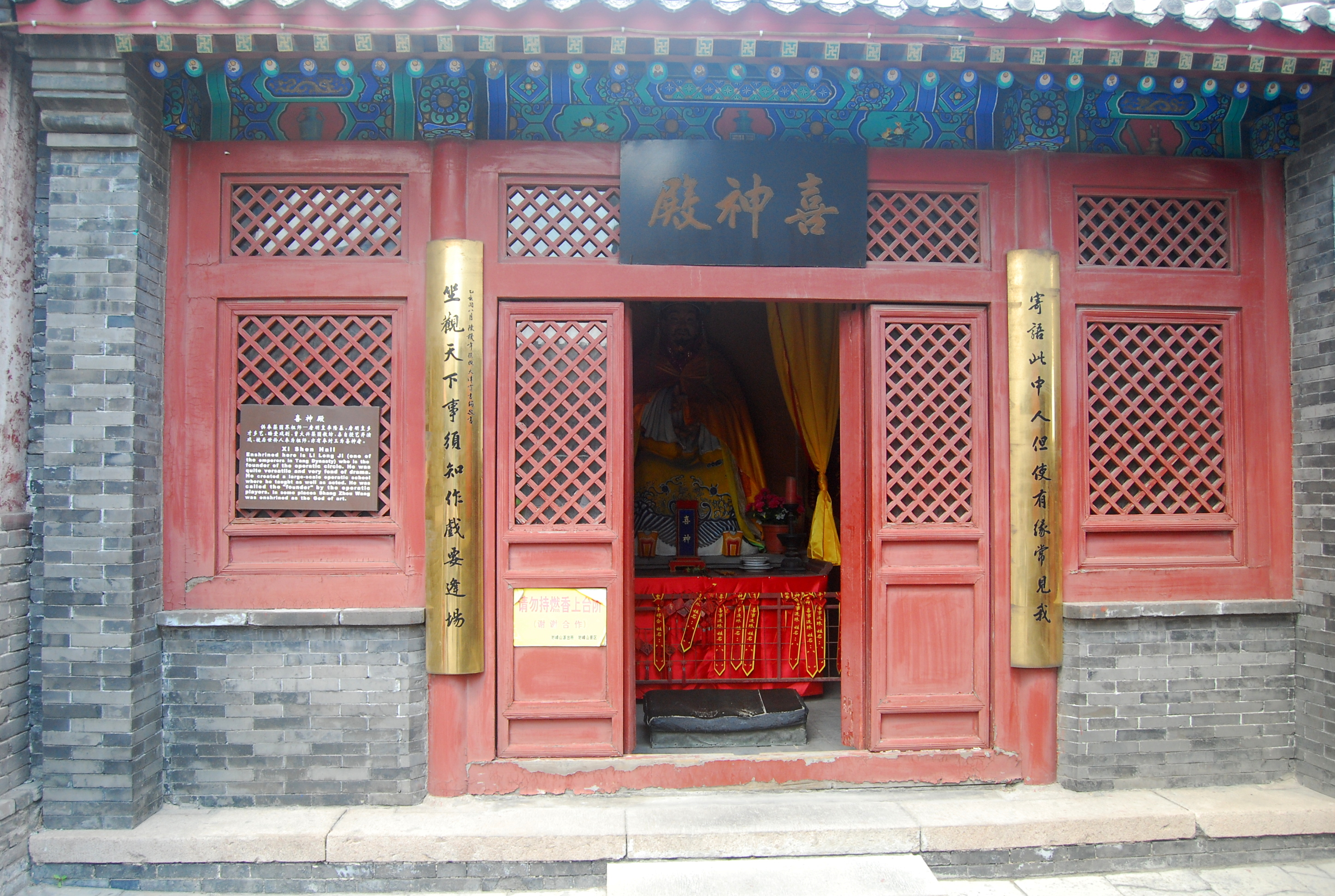
娘娘庙喜神殿

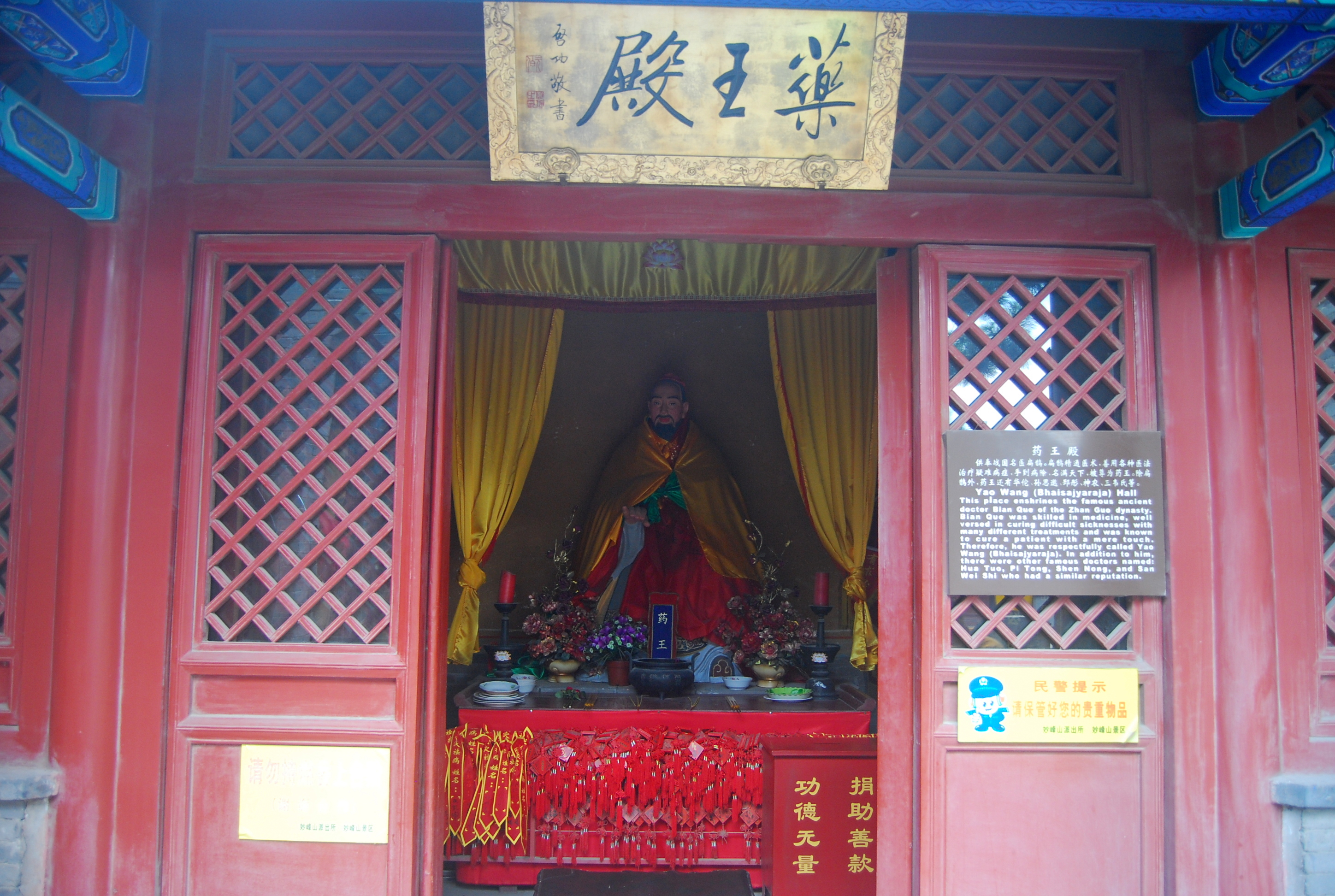
娘娘庙药王殿

- 灵官殿：始建于清朝。抗日战争时期被破坏损毁，文化大革命中遭到进一步损坏。灵官殿是妙峰山的山门殿，为妙峰山庙、观的门户，原有大殿三间，面阔三丈五尺，进深两丈五尺。殿内供奉王灵官。殿两边曾有对联：“三眼能观天下事，一鞭警醒世间人。”灵官殿因是妙峰山的门户，所以香客拜山时都先来该殿上香，随后再入妙峰山朝拜，这一做法在庙会时更受香客谨守。文武各路香会朝顶上香、献艺之前，都要到灵官殿“报号”，即在该殿向金顶老娘娘（天仙圣母碧霞元君）遥报本香会的名号，随后才能朝顶上香、献艺。不这样做，则朝顶上香会不灵验。故香客们又送给王灵官一副对联：“朝神拜佛用我秉，祈福求善保你灵。”[10]该殿由涧沟村重建，独立于妙峰山景区。
- | 妙峰山娘娘庙       | 妙峰山娘娘庙           |
| 北京市文物保护单位 | 北京市文物保护单位     |
| ------------------ | ---------------------- |
| 地址               | 门头沟区妙峰山镇涧沟村 |
| 时代               | 清、民国               |
| 编号               | 9-21                   |
| 认定时间           | 2021年8月19日          | 傻佛殿（傻哥哥殿）：传说傻哥哥是个孝子，清朝乾隆年间人称“哑孝子”。傻哥哥自幼家贫，靠乞讨侍奉母亲。母亲去世后，傻哥哥终身守孝，终成正果，被奉为“傻佛”。傻佛殿建于中华民国时期。傻佛殿内墙上嵌有一块碑，横宽四尺，高一尺六寸多，碑文讲述了傻哥哥的孝道。殿内供奉傻哥哥像，旁边有一童牵着一匹矮马，寓意“马上尽孝”。京城及华北、东北、内蒙古的信众多来该殿朝拜，祈求父母长辈长寿、享福、安康。[11]该殿由涧沟村重建，独立于妙峰山景区。
- 三仙姑殿：始建于清朝晚期。殿内供奉三霄娘娘：云霄、琼霄、碧霄，三位娘娘手中分别执“混元金斗”、“金铰剪”、“戳目珠”。三霄娘娘是财神赵公明的三位妹妹，曾被姜子牙封为“感应随世仙姑”，同时赋予她们两项职责：一是专门管理妇女生育；二是定期巡查人间，若遇到“妒妇”即除掉。来三仙姑殿朝拜的女信众多求生育子女、保证不做“妒妇”；男信众则多求娶到贤妻；此外信众还求三霄娘娘在其兄长赵公明处多说好话，保佑自己财源广进。[12]该殿由涧沟村重建，独立于妙峰山景区。
- 敕建惠济祠（娘娘庙）：位于妙峰山主峰台地（金顶）的一隅。该庙依金顶的地形而偏向东南，面向北京城。该庙以山门殿当作庙门，庙内有殿院、拜台、正殿及东、西配殿。殿后原有的白衣大士殿已被改为后墙与门字形长廊，和东、西配殿构成了娘娘庙殿堂。娘娘庙的主要建筑有山门殿、正殿、地藏殿、药王殿、观音殿、月老殿、财神殿、王三奶奶殿，庙外还有回香阁。以前，庙外还有喜神殿、东岳庙、关帝庙、法雨寺等建筑。1993年恢复庙会，调整了殿堂布置，将喜神殿迁入娘娘庙内。[1]
  - 山门殿：即庙门，共3间。正中一间开有圆拱型门洞，门洞上的汉白玉石额刻有“敕建惠济祠”，是清朝嘉庆帝御笔。惠济祠是娘娘庙的正式庙名，也是娘娘庙等级最高的名称。山门殿内的东、西两侧分别立有孟章神君（青龙）、监兵神君（白虎）像，披甲持械，是护卫山门的神将。
  - 灵感宫（正殿）：灵感宫3间，供奉妙峰山娘娘（天仙圣母碧霞元君）。灵感宫两坡硬山顶，顶覆青灰筒子，绿琉璃瓦剪边，正脊东西两端各有鸱吻。殿门上是正搭斜交花棱窗，前出2根廊柱，门檐原悬3方匾额，乃清朝慈禧太后所书，分别是“慈光普照”、“功侔富媪”、“泰云垂荫”。其中的“泰云”指妙峰山娘娘源自泰山。慈禧太后的这3方匾额现已无存。殿门上方石额刻着“灵感宫”3个大字。殿内供奉5尊娘娘塑像，中间的是“泰山顶上天仙圣母碧霞元君”（即妙峰山娘娘），两侧分别是眼光娘娘、子孙娘娘、斑疹娘娘、送生娘娘，两旁塑有女官、卫士共16位护侍。
  - 地藏殿：灵感宫的东配殿，2间。供奉地藏王菩萨。农历每年七月十五日和七月三十日，即地藏王菩萨生日和成道日，信众会来此跪拜上供。
  - 药王殿：灵感宫的西配殿，2间。供奉药王扁鹊。农历每年四月药王生日时，许多地方均举办祀典。
  - 观音殿：位于灵感宫西路殿堂正中。南为喜神殿，北为月老殿。观音殿原来位于灵感宫以北，1990年代修复时迁至此处，供奉的塑像也从送子观音改为渡海观音。
  - 月老殿：位于观音殿以北。殿内供奉月下老人像。过去青年男女会来月老殿向月下老人求得婚姻。
  - 喜神殿：位于观音殿以南。殿内供奉喜神像。喜神殿原来位于娘娘庙以外，1990年代修复时迁至此处。
  - 财神殿：位于灵感宫东路殿堂。供奉赵公明像。
  - 王三奶奶殿：位于财神殿之北。供奉王三奶奶像。相传王三奶奶是香河县人，为清朝嘉庆年间人士，在天津、北京地区为别人针灸、施药，医术高超。传说王三奶奶最后在妙峰山坐化。王三奶奶过去香火极为兴盛，特别是天津人非常信奉她，奉其为菩萨神明。王三奶奶殿内的王三奶奶塑像是华北农村老妪的形象，手执烟袋，梳髻，尖足，旁边有侍女牵着一头黑驴。[1]
- 回香阁：位于灵感宫以北大约100米处。飞檐脊兽，顶覆黄色琉璃瓦，砖砌围墙。山门殿额题“回香阁”。这里原是齐天庙，建有回香亭。香客于娘娘庙内进香之后，再来回香亭烧一遍香，称为“回香”，烧完回香标志着朝顶进香功德圆满。回香亭重建时，和天齐庙合为一处，更名为“回香阁”。回香阁正殿为东岳殿，主祀“东岳天齐仁圣大帝”。西厢殿为武圣殿，原名“速报司”，供奉岳飞像，还设有秦桧夫妇向岳飞的跪像。东厢殿为文昌殿，供奉文昌帝君像。[1]
- 玉皇殿：位于妙峰山玉皇顶上。从回香阁向北有一条向上的山脊，山脊上有花岗岩铺成的260级石阶，通往玉皇顶。相传，香客每登上一级石阶便可保一日平安。玉皇顶的玉皇殿内供奉着玉皇大帝。[13]

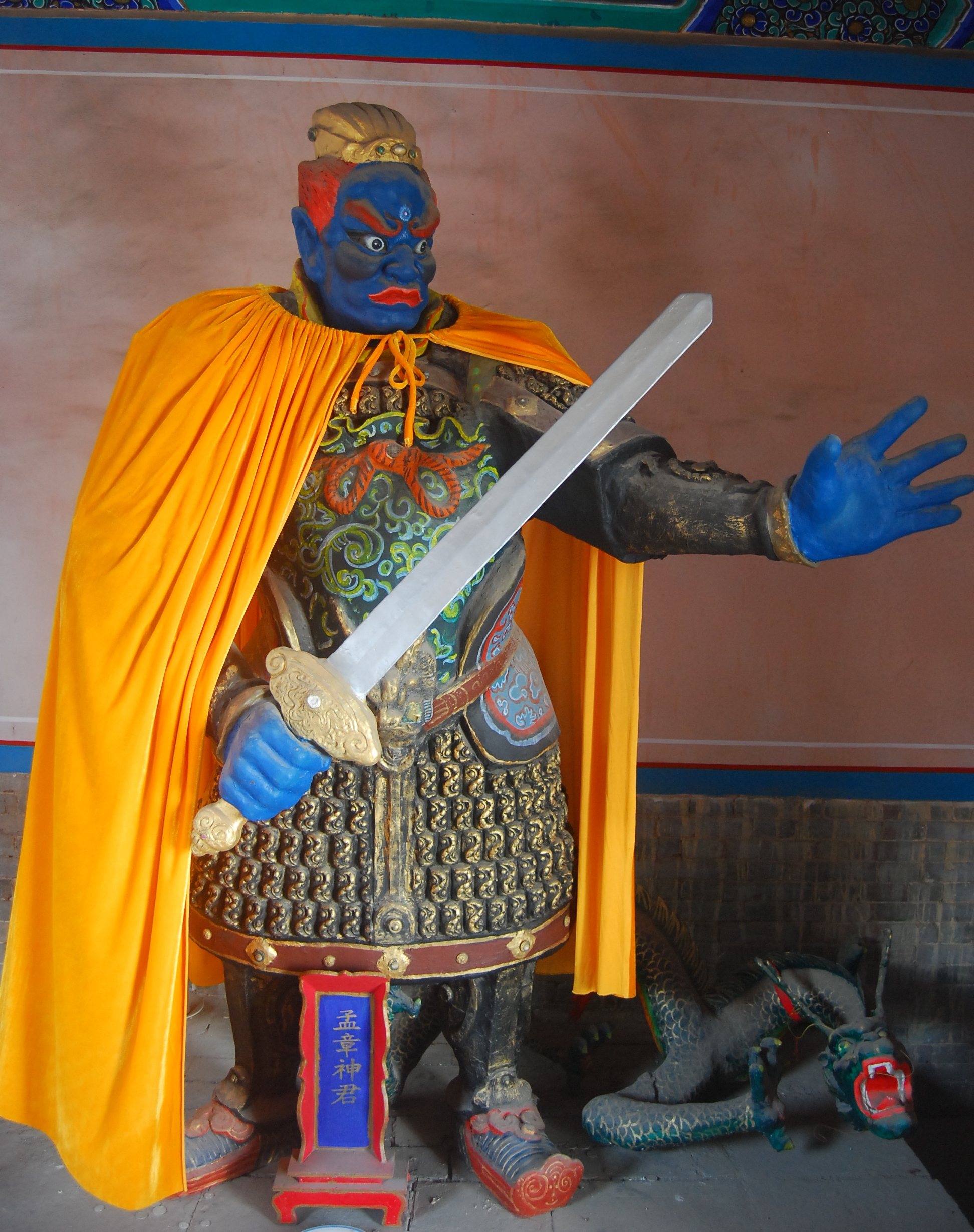
山门殿内的孟章神君
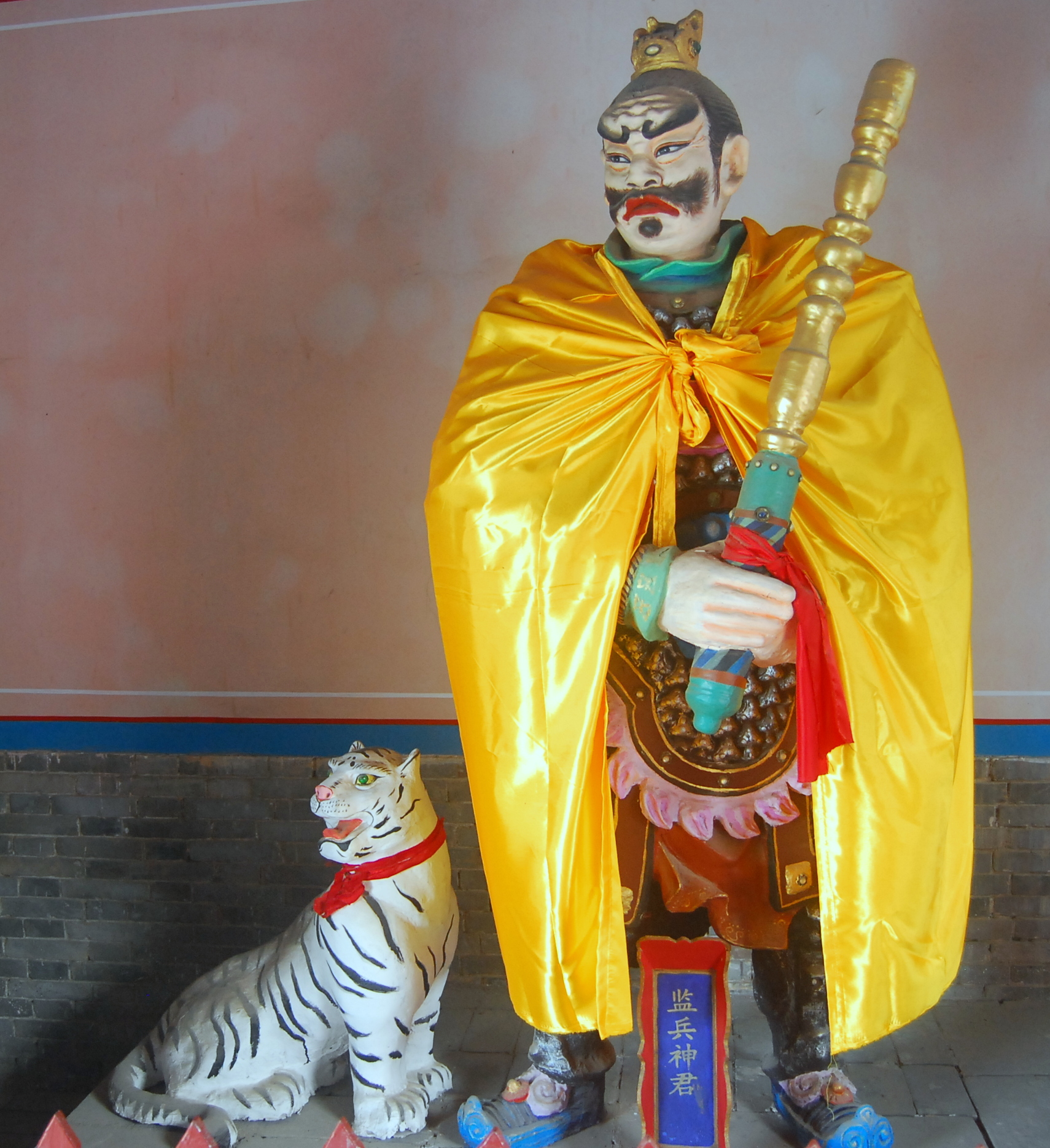
山门殿内的监兵神君
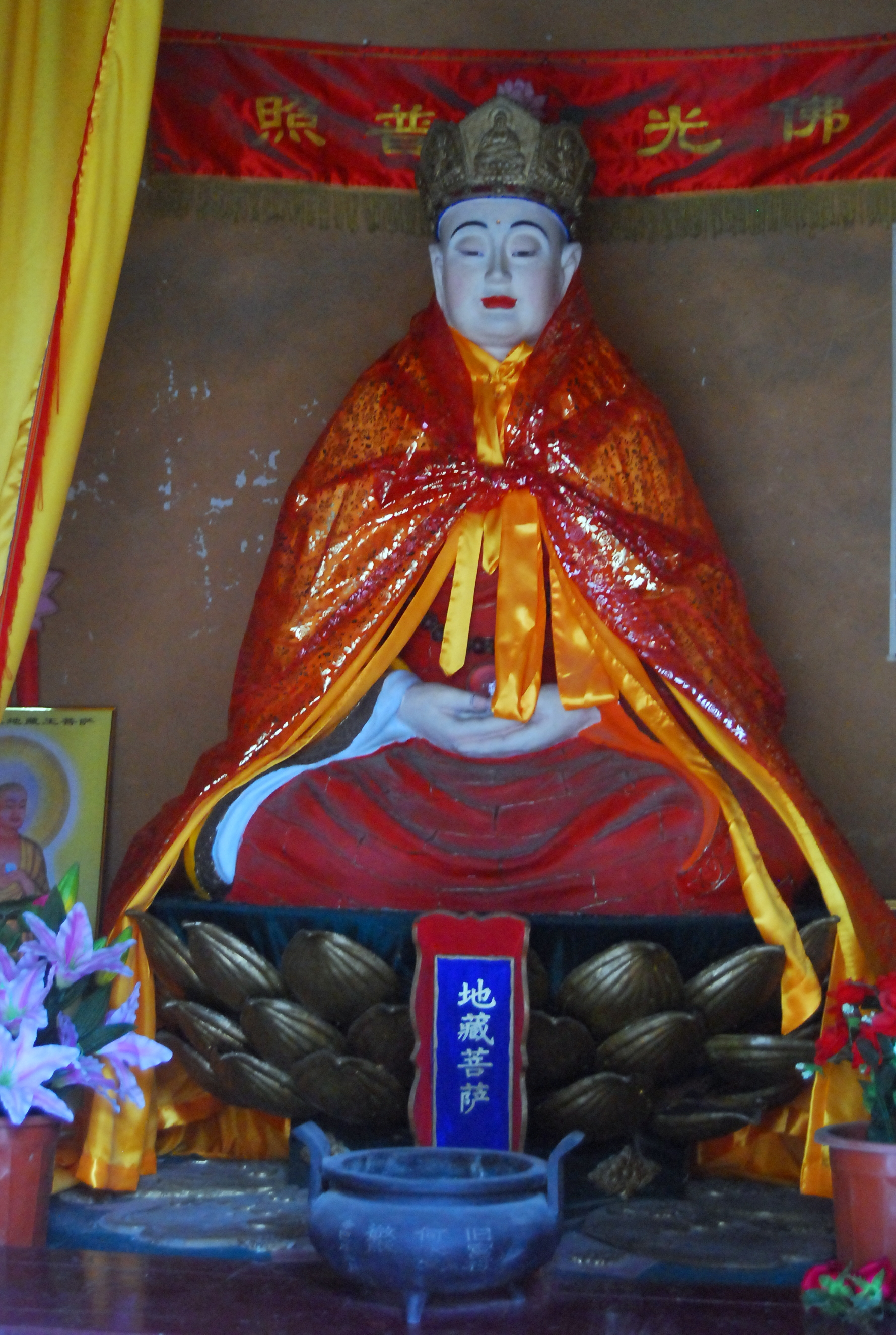
地藏殿内的地藏菩萨
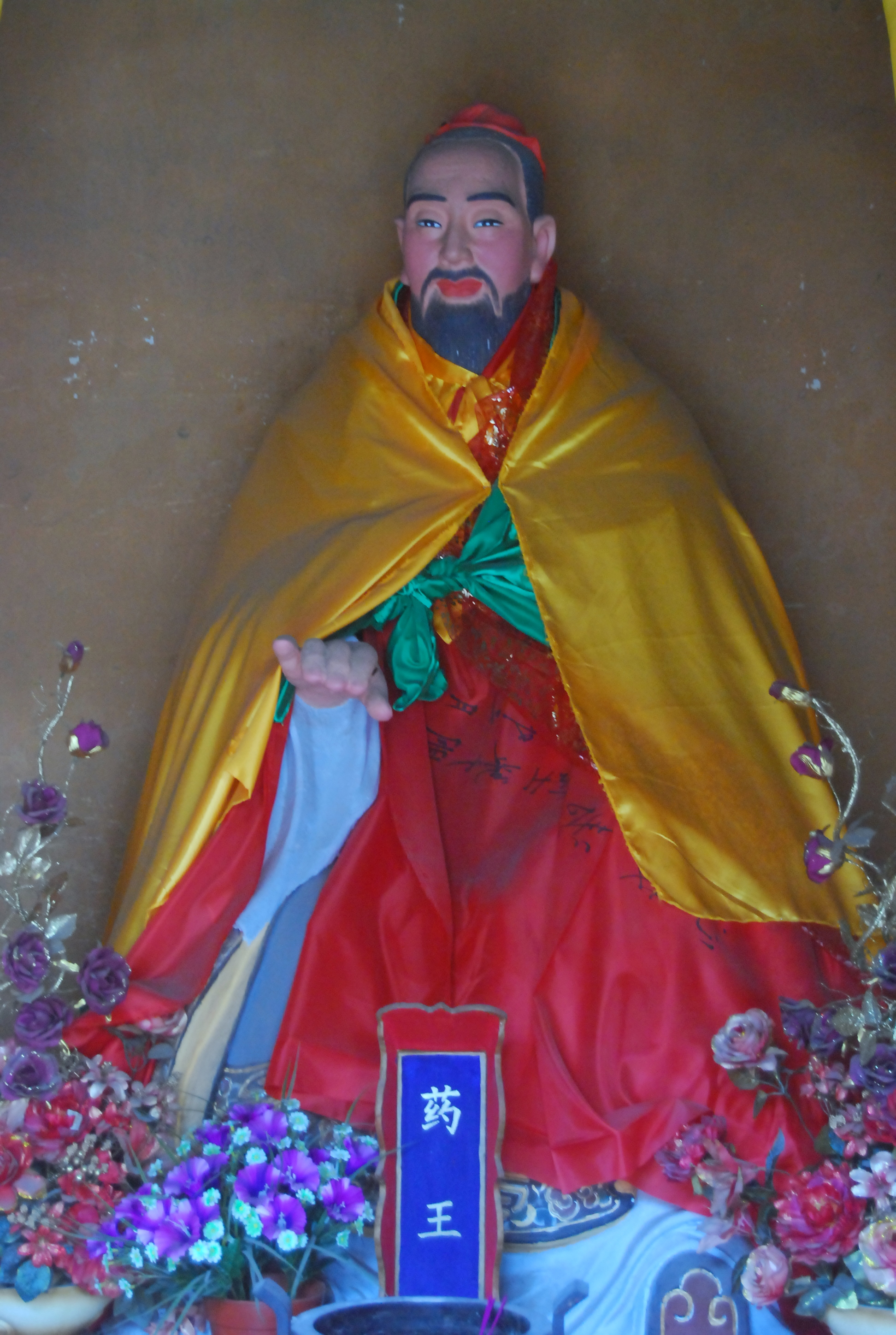
药王殿内的药王
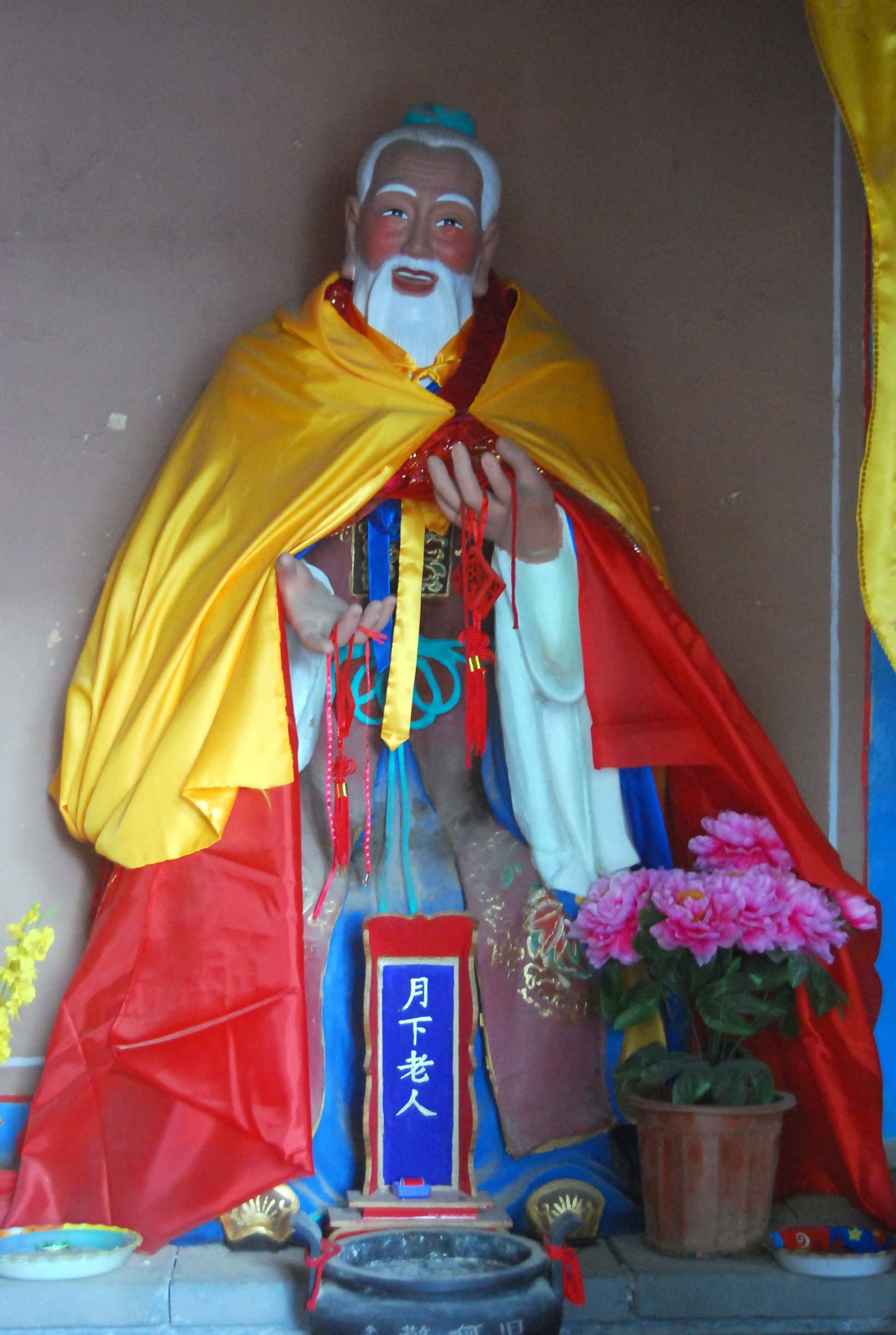
月老殿内的月下老人
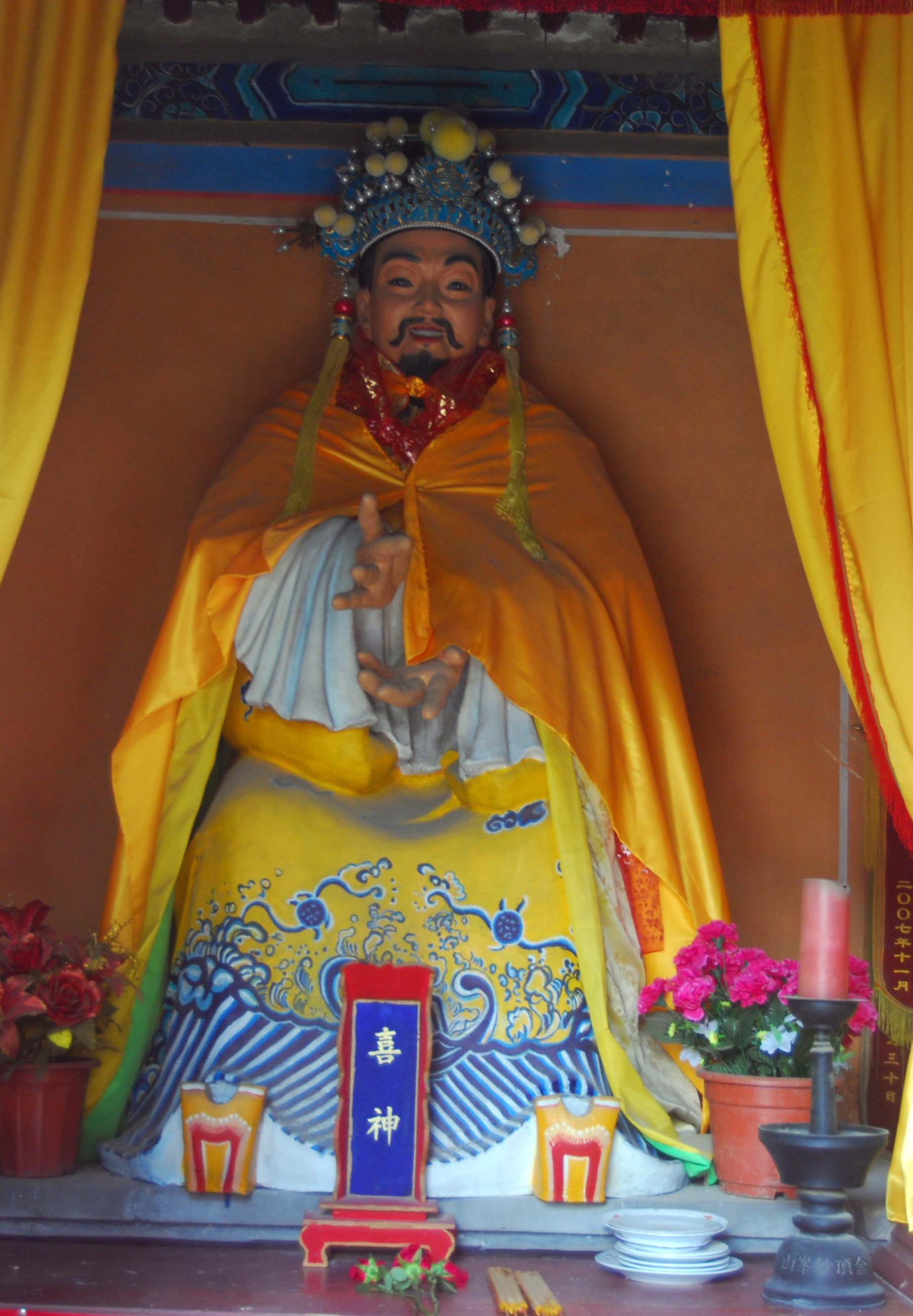
喜神殿内的喜神
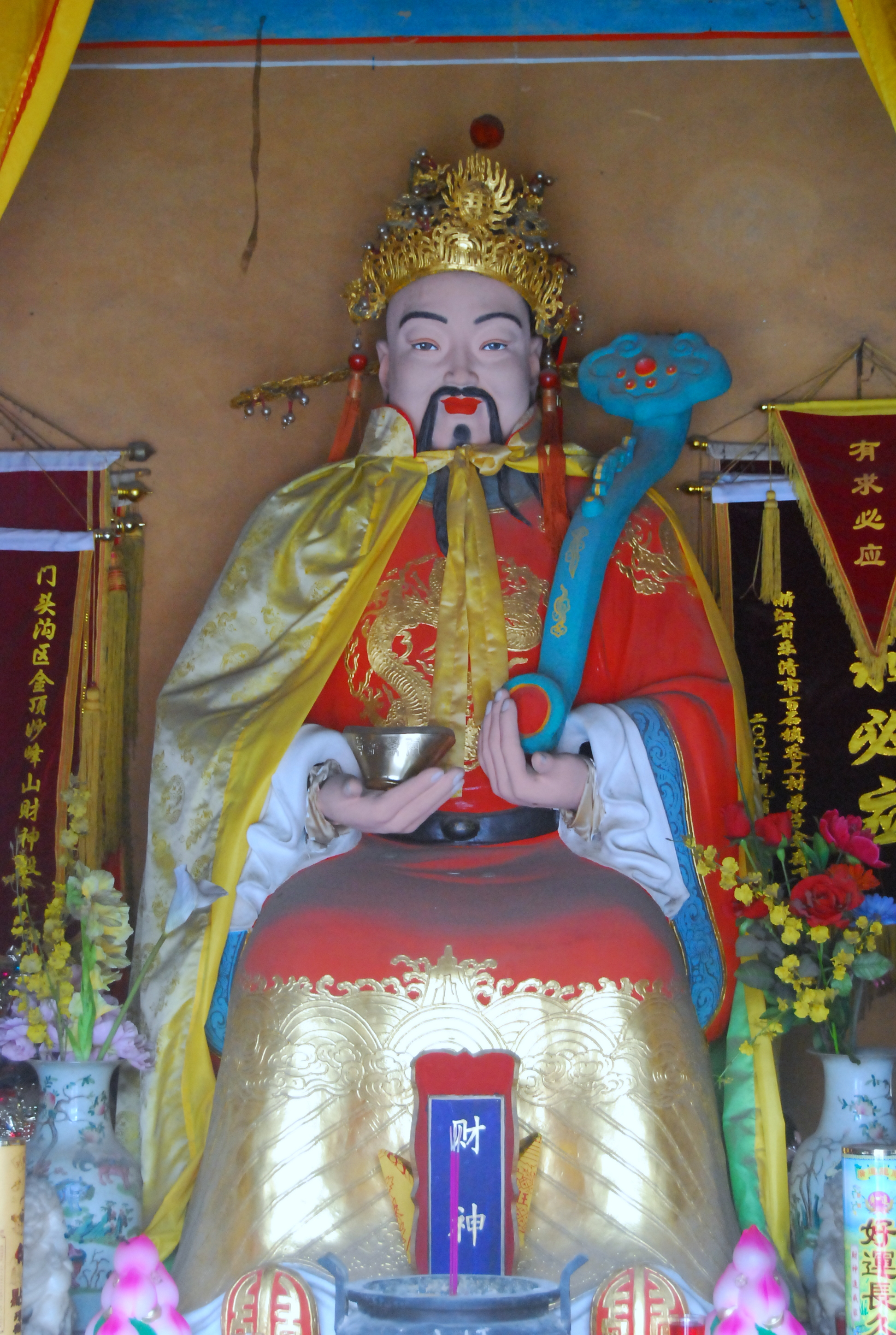
财神殿内的财神
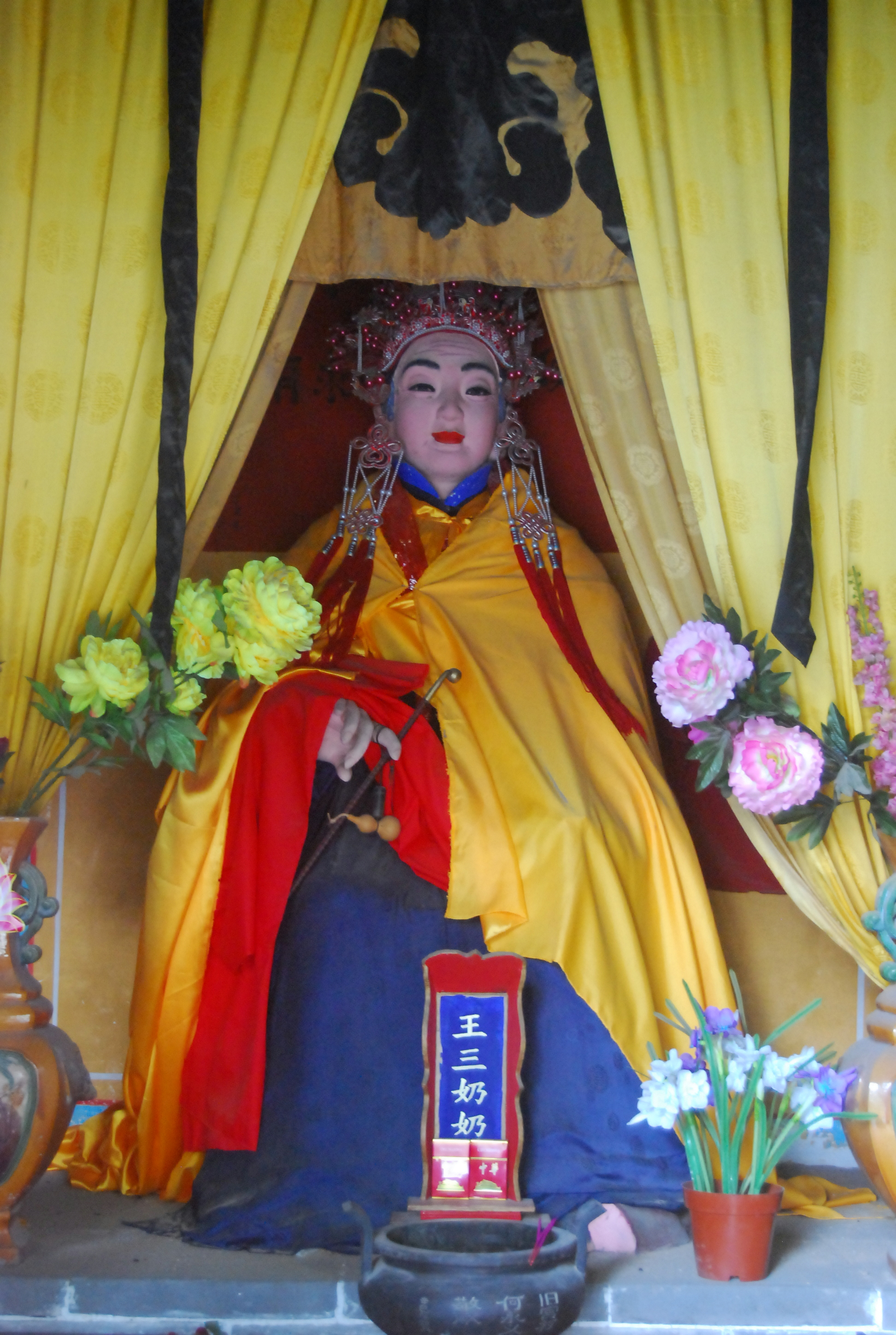
王三奶奶殿内的王三奶奶
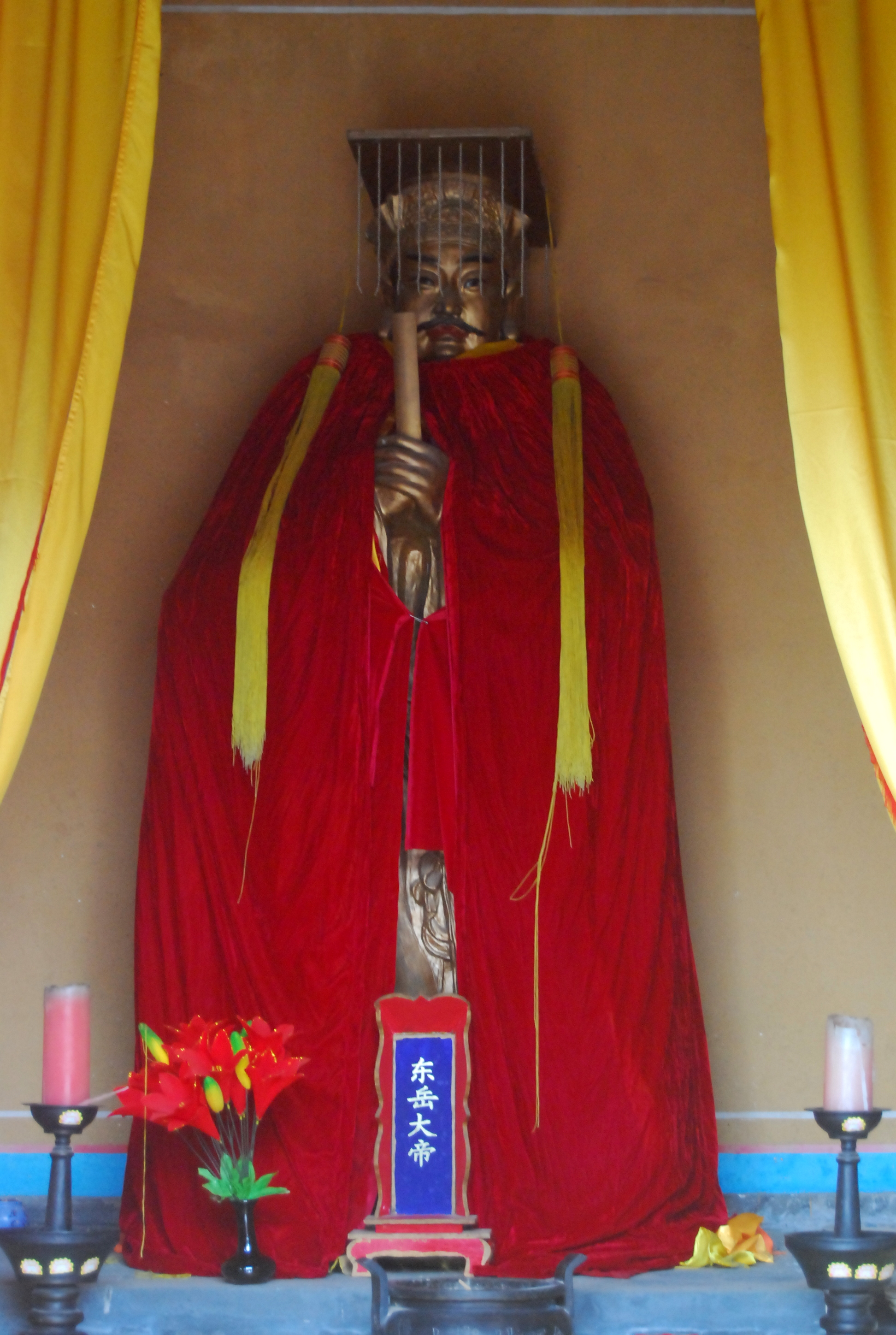
回香阁东岳殿内的东岳大帝
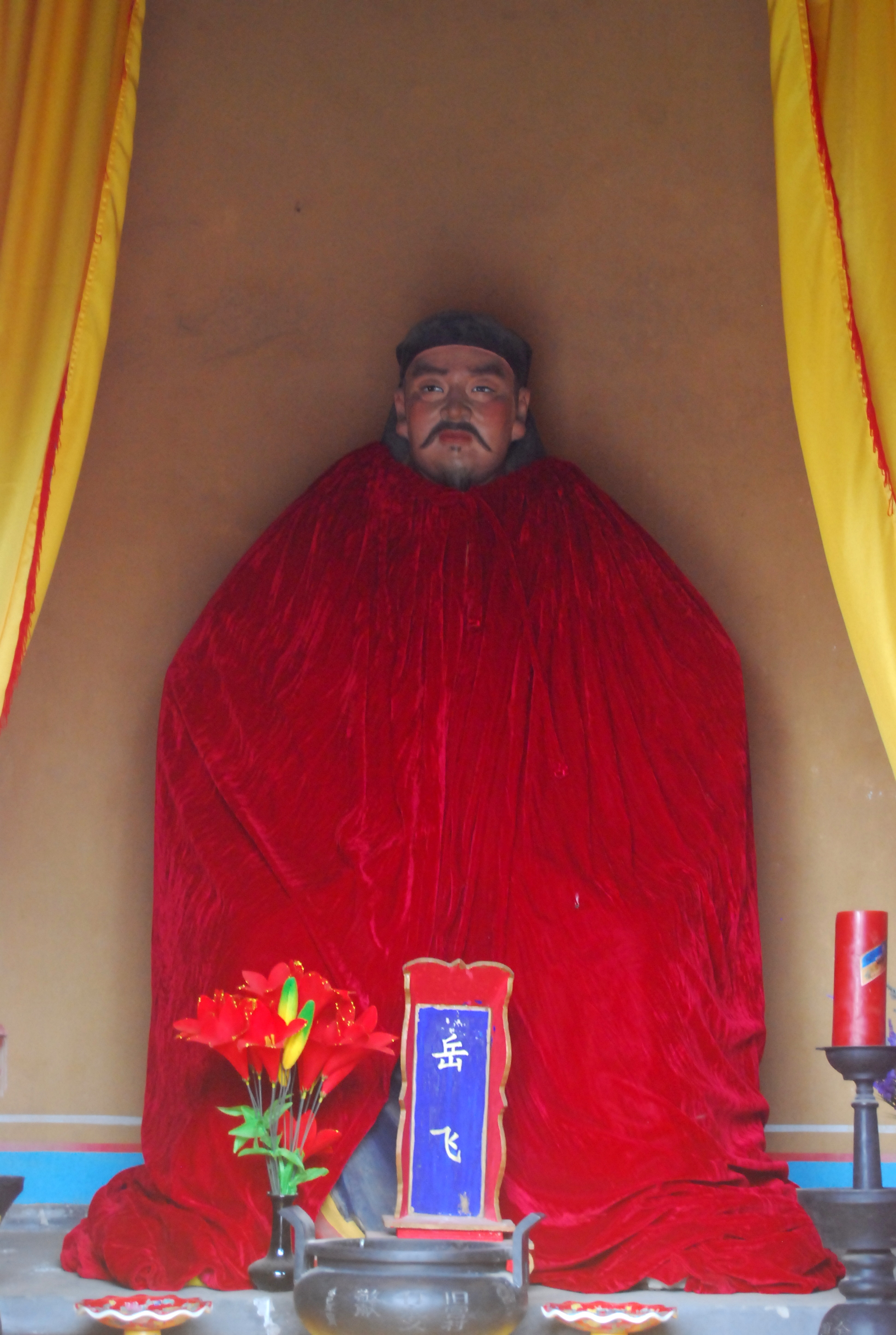
回香阁武圣殿内的岳飞
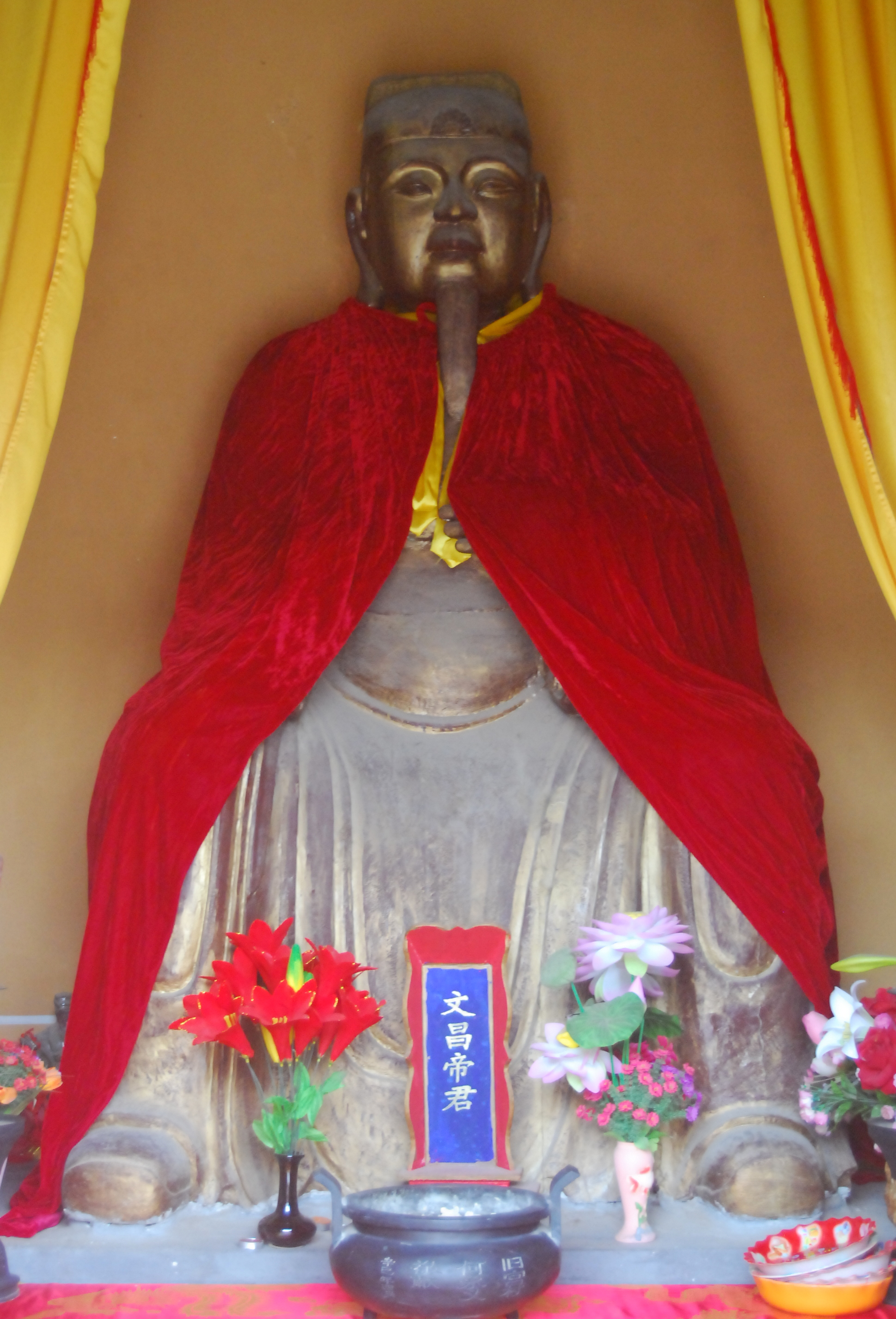
回香阁文昌殿内的文昌帝君

## 庙会

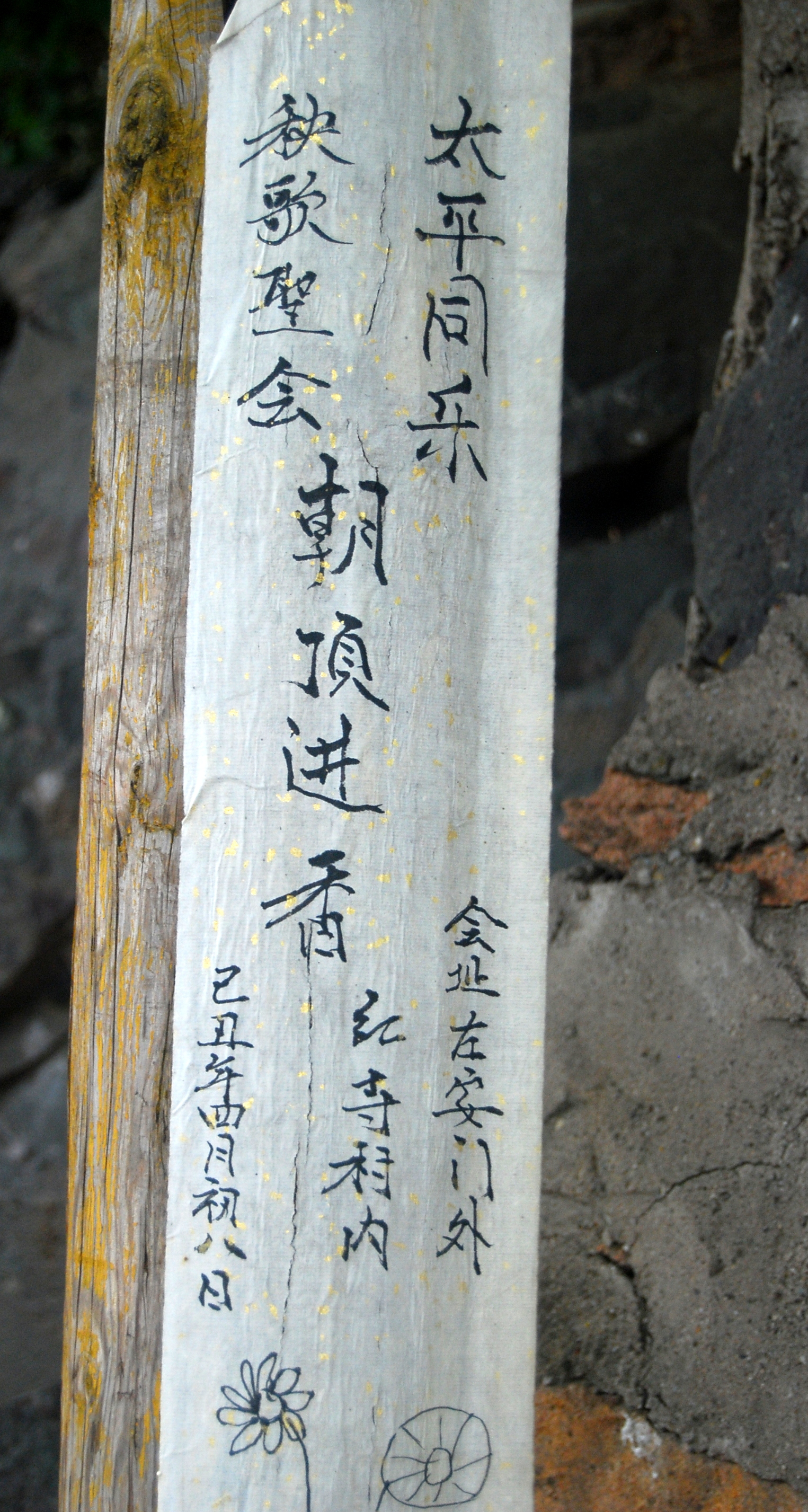
2009年妙峰山庙会贴纸。文字为：“太平同乐，秧歌圣会，朝顶进香，会址左安门外红寺村内，己丑年四月初八日”

农历每年四月初一至四月十五日，妙峰山举办春香庙会，历时半个月。妙峰山庙会开始于明朝崇祯年间。清朝，妙峰山庙会上的民间花会发展至四百多档，包括献盐、清茶、开路、开山、地秧歌、舞狮、八卦少林、五虎少林、掸尘、中幡等几十种民间花会。清朝《燕京岁时记》载：“妙峰山每属四月，自初一开庙半月，香火极盛，人烟幅辏，车马喧闹，夜间灯火之繁灿如列宿，香火实可甲于天下矣。”1925年，北京大学风俗调查会顾颉刚、孙伏园、容庚、容肇祖、庄尚严调查妙峰山庙会3天，出版《妙峰山进香专号》，该调查开创了中国民俗学田野调查之先河。
妙峰山以“莲花金顶”而著称，山上的庙宇是以主峰上的灵感宫（俗称娘娘庙）为中心的数十座古建筑。妙峰山供奉着天仙圣母碧霞元君，以及眼光娘娘、斑疹娘娘、送生娘娘、子孙娘娘，还供奉有释迦牟尼、观音、关帝、王三奶奶等等神灵，各路香客到此均有神可拜、有佛可依，所以妙峰山庙会十分受欢迎。每年有数十万信众参加庙会。举办庙会时，妙峰山及周边地区香客云集，酬山赛会多种多样，施粥的粥棚、布茶的茶棚林立，场面蔚为壮观。

## 香道
过去上妙峰山需要经过20余公里的崎岖山路，香会期间会有数十万人上妙峰山进香。山民们将小道拓宽并砌上石头，辟为可供抬轿、骑行的香道，便于香客进香。抗日战争及第二次国共内战期间，中国共产党的地下组织利用香道建成了地下交通线，用以传递情报、运送物资。1949年之后，从北京市区到妙峰山下的香道平原段原貌已无存；山路段除个别路段因植树造林或者兴建公路、水库而遭破坏之外，基本保存完好。从河北省怀来县、涿鹿县等县经门头沟西部到金顶妙峰山有两条香道，一条自下苇甸经上苇甸到达金顶；另一条自下苇甸经担礼、桃园到达金顶。从北京市昌平区高崖口经狼儿峪南达金顶的香道为“北道”。自北京城及北京南郊、北郊起始的香道共有5条，依方位和习惯分别称为“南道”、“中南道”、“中道”、“中北道”、“老北道”。其中，中南道香客极少，废圮已很久。《妙峰山琐记》载，南道的山景十分幽美，中道、老北道的山景也很美，中北道次之；从里程计算，中道最近，中北道稍远，老北道更远，南道最远。现在由于南道改从门头沟区担礼村走公路至妙峰山金顶，所以景色已大不如前。
香道平原段的茶棚很多，比如中道在德胜门外即设有公议助善头道茶棚。香道平原段的茶棚中，知名者有：
- 德胜门外松林闸公议助善头道茶棚、德胜门外娘娘庙茶棚、德胜门外与西直门外交汇处万寿茶亭、西直门外高粱桥护国天仙庙、海淀西北益善同缘茶棚、海淀挂甲屯大树庵茶棚、海淀北宫门大有庄娘娘庙三村合议茶棚、青龙桥娘娘庙同心合意高山莲灯茶棚、安河桥北红山口茶棚、董四墓村茶棚、冷泉村茶棚、白家疃村公立茶棚、温泉天仙圣母庙子孙万代茶棚、太舟坞西关帝庙茶棚、西北旺村南茶棚庵茶棚、阜成门外白堆子普兴善缘茶棚、阜成门外半壁店清茶老会茶棚、阜成门外八里庄拜席会茶棚、西便门外头道茶棚、广安门外同心合意顺香茶棚、会城门二道茶棚、冉家村茶棚、田村茶棚、石景山董村茶棚、甄家坟茶棚、天泰山一片石满井同集合善茶棚、天泰山狮子窝茶棚、天泰山双泉寺茶棚、门头沟三家店义善长春茶棚、西河口子孙万代粥茶路灯会茶棚、永佑平安栏杆绳老会茶棚、琉璃渠万缘同善茶棚、龙泉务六合茶棚、陈家庄万诚老会茶棚。

以下列出主要香道，以及香道山路段的茶棚：
- 西道：又称“岭西道”、“后山道”。从门头沟区下苇甸起始，途经水花峪、上苇甸、清风庵、十八盘、跨拉鞍、大云寺，到达妙峰山的灵官殿。
  - 西道茶棚：西道茶棚依次是：下苇甸茶棚、上苇甸茶棚、滑石片茶棚。
- 北道：从北京市昌平区高崖口起始，经过狼儿峪向南到达金顶。[1]
- 南道：平原段由阜成门沿古京门大路，经过二里沟、钓鱼台、三虎桥、八里庄（今阜石公路）、田村、西黄村、模式口、高井、五里坨（今京门公路），到达门头沟三家店村，开始进入山路段。三家店是永定河出官厅山峡入平原的门户，九龙山被永定河截成两段。过去，三家店村店铺很多，庙宇多为明清时期所建。从三家店到妙峰山的香道分为前后二道：老南道、新南道。老南道沿着永定河左岸，走古西山大路的“小北道”，经过军庄、陈家庄，在西北涧越过仰岭十八盘，进入妙峰山的樱桃沟。新南道又名“妙峰山正道”，自三家店过永定河，经永定河河曲阶地，渡河走上陈家庄山路，新南道经过平原以及缓坡最多，适于车马行走。清朝以前，香客走老南道；清朝中叶之后，朝廷官员、富豪及北京城南的香客、游人多走新南道。清朝末年，北京至门头沟的京门铁路建成；中华民国时期，京门公路以及门头沟至大台铁路支线开通，香客乘坐火车在三家店站、野溪站、丁家滩站等站下车后前进，或者乘车、骑马走京门公路都很方便。南道比其他香道长约一倍，但从清末之后仍然是香客数量最多的香道。1949年之后，随着公路建成，从阜成门可乘汽车向西行，在担礼村改走妙峰山公路，仅用1小时便可到达妙峰山娘娘庙山门。这条新的进香“南道”，几乎完全取代了其他各条香道。[1]
  - 南道茶棚：从门头沟区妙峰山镇的陈家庄开始，南道上山，途经茶棚依次是：提灯乐善茶棚（西北涧茶棚，设在圣母行宫）、桃园茶棚、南庄茶棚、樱桃沟茶棚、（龙王庙）、兴隆十八盘茶棚、公议乐善茶棚（位于娘娘顶）、水泉降香会茶棚、（阴山）、关帝庙茶棚（公议同善缝绽老会、天津义善路灯会合立）、同兴金水玉和茶棚（位于南庄）、合义面茶会茶棚（位于樱桃沟村）、（仰山、栖隐寺、完颜窝鲁欢茔地）、诚献白米粥会茶棚、子孙万代盘香会茶棚（仰山药王殿香老会茶棚）、同心乐义粥茶棚（设在孟尝岭的云聚寺）、引香亭茶棚、（四平岭、舍儿岭）、献斗香茶棚（位于抢风岭，又名香风岭）。[14]
- 中南道：山路段从三家店或者海淀区寨口村，分别自南、北进入军庄村。南路自三家店沿永定河向西北，经过搭拉峪、黄崖子，从军庄村进入军庄沟向北行至灰峪村，灰峪村有产煤地层。灰峪村西北方向800米的半山腰上有一座大型溶洞，名叫“仙人洞”，洞内有涂金观音大士像。登上仰山东岭，可见元代尊胜塔残迹，该塔俗称“（杨）六郎转塔”，经过仰山东岭顶再向上，可抵达萝卜地，又名头道岭。萝卜地是古火山喷口，大约1亿年之前喷发，历时数千万年，形成了妙峰山顶部的大多数岩层。向西北经过二道岭、三道岭、四道岭、五道岭，在阳台上顶峰以南50米处，即玉皇顶，地势比妙峰山金顶还高出大约700米，沿玉皇顶下山即来到涧沟村。中南道从仙人洞至萝卜地的山路陡峭险峻，所以香客极少走该香道。[1]
  - 中南道茶棚：中南道茶棚依次是：仙人洞茶棚、大石仔茶棚、城子水茶棚、六郎塔茶棚、兴隆万代茶棚。
- 中道：山路段自海淀区徐各庄村起始，是各香道中山路最短的一条。过去轿夫大多愿意从该道下山，但乘客惧怕道路险峻，所以很少选择中道。清朝同治三年，慈禧太后执政前期的大太监安德海，为了便于慈禧太后朝拜金顶进香，曾经整修中道。慈禧太后进香起初走中道，光绪年间改走中北道。徐各庄村北有辽朝古刹大觉寺，原名清水院，是金章宗西山八院之一。大觉寺以南有莲花寺，建于明朝，清朝末年成为出宫的太监养老之所。周边还有普照寺、观音庵、西竺寺、回香亭、关帝庙旧址。徐各庄村内有亿善同仁茶棚，又称中道的“头道行宫”。经过该香道向上走，过涧桥，沿着南侧有小道可到达九龙山麓的玄同道院，该道院是明朝末年殉国大太监高时明墓。香道经过栗子峪上行，又经过下平台、上平台登山，可到达上平台茶棚，又称中道的“二道行宫”。此后，山路在悬崖上蜿蜒如同悬梯，称“三百六十胳膊肘”。登冷风口，向上为阳台山夷平面，即萝卜地，从而和中南道汇合。[1]
  - 中道茶棚：从海淀区苏家坨镇徐各庄村开始，中道上山，途经茶棚依次是：亿善同仁茶棚（位于徐各庄村）、（大觉寺、莲花寺、普照寺、西竺寺）、回香亭茶棚下处（观音庵）、敬善长春茶棚（关帝庙）、（王奶奶墓）、（九龙山玄同道院）、（蹄子峪、大工村、高时明墓）、栗子台茶棚、长清万古茶棚（寨尔峪茶棚，头道行宫）、上平台茶棚（二道行宫）、（冷风口）、兴隆万代茶棚（萝卜地茶棚）、（二道岭、三道岭、四道岭、五道岭）、修道路灯茶棚。[14]
- 中北道：山路段自海淀区北安河村起始，北安河村过去是个规模较大的市镇，香客大多在这里食宿。上山的道路虽高，但并不危险，经过整修之后，用石块砌成的道路宽2米多，是南道的公路、铁路开通之前香客人数最多的一条香道。中北道自古便是涧沟村地区通往平原的出山道路。清朝末年，是慈禧太后赴妙峰山进香的道路。清朝同治九年（1870年），钟粹宫太监范平喜整修中北道，兴建金仙庵茶棚。光绪十八年（1892年），太监刘诚印再度维修该道。北安河村原来有长明寺、万福寺、关帝庙、清福观等寺庙。出北安河村西北进入山口，经过1.5公里来到鹫峰下，有响塘庙，原名福顺寺，慈禧太后赴妙峰山进香时，曾在此庙驻跸，夜里听见溪水声如鼓乐，遂赐改名响塘庙。香道随着涧水前行，途中有金仙庵、金仙寺，分别为尼姑、僧人住持。金仙寺是 金章宗西山八院之一的金水院旧址。此处的金山泉、古银杏、关帝塑像并称三绝。中北道上有3块怪石，分别是骆驼石、瞻云妙石、石瓜打石。向前走再经过道石、串岭子、状元石、饭台子，即可来到岭顶妙儿洼，此处是门头沟区与海淀区的分界处。自此下山，经过金顶可到涧沟村。如今，中北道保存十分完好，自北安河到金顶的旧路约20公里。[1]
  - 中北道茶棚：从海淀区苏家坨镇北安河村开始，中北道上山，途经茶棚依次为：（长明寺、玉皇庙、关帝庙、万福寺）、天津信义馒首会茶棚（位于清福观旁边）、（响塘庙）、响福观茶棚（原名响墙茶棚）、青龙山朝阳院茶棚、金仙庵茶棚、（金仙寺）、（瞻云妙、山神堂）、瓜打石玉仙台茶棚、（瓜打石、三瞪眼、快活三、饭台子）、妙儿洼茶棚、（玫瑰谷）。[14]
- 老北道：清朝康熙年间建成，嘉庆、道光年间整修。清朝末年京张铁路通车，从天津、直隶（今河北）及京城来的香客，乘火车出西直门到达昌平县沙河站，换乘马车或者骑行来到聂各庄，自此登上老北道的山路段。中华民国时期进香期间，入夜之后，其他山道都点煤油灯或者灯笼，只有老北道点汽灯，汽灯是天津香会捐献。聂各庄村原来有护国佑观音院，自该庙向北西行即可上老北道，过车耳营村。车耳营村内的关帝庙原来有老爷殿茶棚，正名为“遥岭俯畅茶棚”，是京城梨园界香会兴建。向西行有一石洞，石洞西北是石佛殿，原殿已废圮，后人改筑为石亭，亭中供奉北魏太和十三年（489年）的石佛一尊，即魏太和造像，是北京地区现存最古老的石佛造像。向上行经过双水泉、磨镰石河、双龙岭、鲜花石洞，可登上大峰口顶（又称大风口，海拔1120米）。有的香客来到此处，向正殿娘娘像焚香跪拜之后，便不再前行而返回，称作“顺香”。越过山口向下行，途经磕头岭、玉狮岭，来到贵子岭，再向西走2.5公里，经回香亭即可来到妙峰山娘娘庙。老北道山路旧里程为30里，实测是21.5公里。[1]
  - 老北道茶棚：从海淀区聂各庄台头村开始，老北道上山，途经茶棚依次是：护国佑民观音院茶棚（位于车耳营村南）、老爷殿茶棚（遥吟俯畅茶棚）、车耳营茶棚（位于车耳营村东关帝庙）、石佛殿茶棚、（龙泉寺、上方寺、妙峰庵）、双水泉茶棚、磨镰石河茶棚（原来设有天津磨链石河馒首粥茶会）、双龙岭茶棚、花儿洞茶棚、大风口茶棚、磕头岭茶棚、贵子港茶棚。[14]
- 金顶香道：西道、南道、中南道、中道、中北道在涧沟村汇合，所以涧沟村成为登妙峰山金顶的起点。如今，涧沟村至妙峰山娘娘庙山门已经建成盘山公路，所以原有的金顶香道除了登山者之外，仅有少数虔诚的老香客攀登。涧沟村内有一条东西方向的大街，是主干道，村内还有一座大戏台，各种民间艺术在此演出，走会的队伍也各自在场地上表演，商贩、摊铺云集在涧沟村内。[1]
  - 金顶香道茶棚：金顶香道上的茶棚依次是：松棚行宫（松棚茶棚）、三岔涧茶棚、回香亭茶棚、菩萨殿茶棚；喜神殿茶棚。[14]

## 香会

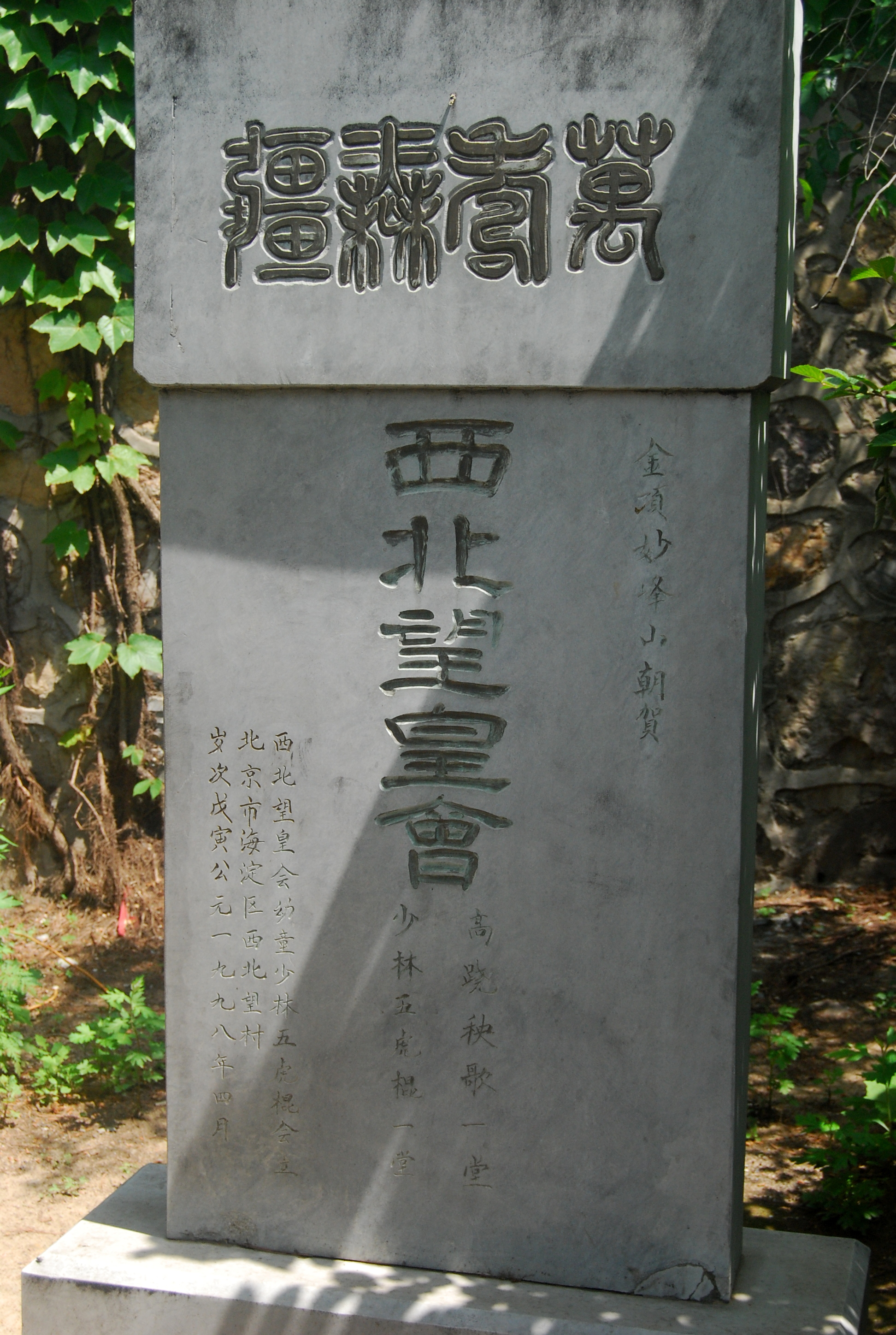
妙峰山的西北望皇会碑。碑额题“万寿无疆”。上款为“金顶妙峰山朝贺”。正文为“西北望皇会，高跷秧歌一堂，少林五虎棍一堂”。落款为“西北望皇会幼童少林五虎棍会立，北京市海淀区西北望村，岁次戊寅公元一九九八年四月”。

到妙峰山进香的香客多是独行、全家行、朋友结伴行。此外，还有许多专门为进香而结成团体，即香会。香会少则二、三人，一般有数十人至上百人，多的则有成千上万人。京城的香会在妙峰山娘娘庙会举办前便已开展行动，直到庙会结束才结束活动。香会的历史最早可溯至明朝。自妙峰山娘娘庙建庙起，村民便组织香会参加庙会。
香会由村内德高望重、有组织能力的老年人任会头，名为“都管”。其他村民在会中各自任职。门头沟区千军台、庄户村的“天仙会”，成立于明朝。天仙会走会通常自本村开始，前面有铜锣开道，后面有手执锤、锏的壮士，依次前进的有灵官旗、五虎少林会、小车会、秧歌会、地秧歌会、打击器乐班、大鼓会等等，此外还有若干面神幡、村名幡穿插在队伍当中。“娘娘神驾”走在队伍之中，后面跟着“号佛会”，神旗殿后。走会的队伍通常为400至500人。清朝初年开始，京城及周边的香客成为妙峰山娘娘庙会的主要参加者。这些香客大多依照各自的村、街、行业、衙门分别组成香会。香会组织严密，分工明确。会首（又称会头），正式名称为“都管”，是香会的最高领导人，其下设有副会头以及其他负责人。清朝康熙二年（1665年），妙峰山引善老会的职名有：“钱粮都管、请驾都管、车上都管、苦行都管、陈设都管、中军吵子都管、号上都管、揆子都管、厨房茶房都管、拉面都管、饭把都管、净面请茶都管、司房都管、本会香首”。乾隆五十二年（1787年），妙峰山献供斗香膏药圣会的职名有：“香首、副香首、都管、中军上、揆子上、执事上、口号上、吵子都管、钱粮上、厨房都管、司都、信女”。光绪三年（1877年），妙峰山净道圣会的职名有：“引善都管、催粮都管、钱粮都管、车把都管、司库都管、中军把、净道都管”等等。其他的香会还设有“裱作把、陈设把、大车把、中伙把、神堂把、司事房、承房把、粥茶把、承办都管、买办把、值棚都管”等职名。和天仙会不同，上述各香会中的妇女不担任会中职务，也不参加走会的表演，单列为“信女”一项，随队伍前行。妙峰山进香的鼎盛时期，妙峰山的香会有近千个，依照在妙峰山娘娘庙会中自愿承担的任务而形成专业分工，按大类可区分为文会、武会。
- 文会：又称善会，负责庙会中的服务性工作，包括为香客提供饮食、住行等方面服务、为庙宇香堂提供服务、为庙会提供物资等等。文会主要有：开山会（辟建香道，修缮庙宇）、修道会（又称“净道会”，修整或清扫香道）、清茶会（又称“粥茶会”、“馒首会”，在香道沿途设立茶棚，提供粥、茶等饮食）、路灯会（又称“灯烛会”、“洋灯会”、“汽灯会”，为香道及庙宇提供夜间照明，或者为夜行的香客提供火烛、灯笼）、缝纫会（为香客缝补破鞋）、拜席会（为茶棚提供草席搭棚，以供香客坐卧、叩拜）、巧炉会（为茶棚修补碗、盘，修补铜、铁供具及日常用器）、茶叶会、盘香会、拜垫会、献圆桌会、献供斗香会、献袍会、白纸会、鲜花会、檀香会、献国鲜会、掸尘会、米供会、裱糊神堂佛殿窗户会等等。此外，栏杆绳络会为南道渡河船只及桥提供绳索、桥栏、绳网；惜字会负责捡拾香道上的残文、香纸、废纸并集中焚化。文会以“行善”为旨，不收费。文会的经费由募捐以及发起人自筹而来，乡村的善会则依照地庙分摊。[1]
- 武会：又称花会，以演出“酬神”为旨。武会源于“社火”，又称百戏、杂戏等等，属于民间表演。武会按照表演种类分为各种会档，即便表演的是同一种技艺，也因为地区及师承不同，表演出来也有差异。妙峰山的武会分为会规以里（俗称“井字里”）、会规以外（俗称“井字外”）两种。井字里的会档共13种，表演使用的道具及器械均从娘娘庙内的用具、设备演化而来，比如太狮会的太狮源自娘娘庙山门前左、右两侧的大石狮，中幡是娘娘庙门前的高幡竿，高跷是庙门的木栓，石锁是庙门的门墩儿或者抱鼓石等等。井字里武会走会的顺序是：“开路、五虎棍、秧歌、中幡、太狮、双石头、石锁、杠子、花坛、吵子、杠箱、天平、太平”。井字外的会档种类更为丰富，比如太平鼓、龙灯、跑驴、旱船、流星、霸王鞭、假人摔跤、舞索、飞刀、竹马、猪八戒背媳妇等等。1920年前后，京城的青年组织了“万里云程踏车圣会”，表演自行车骑行技巧，也属于井字外的会档。[1]

香会各有会名，例如“悬灯灵丹圣会”、“万善长青嫌鲜圣会”、“公议重整拜席老会”、“圣水长青秧歌老会”等等，从会名也能略知香会的服务性质或者表演项目。有的文会兼有多项服务项目，例如“老南道桃园义善汽灯笼灯路灯话茶圣会”、“子孙万代诚献粥茶盘香圣会” 等。有的武会也兼有多项表演项目，例如“义顺同祥正虎打路藤牌少林”等等。
香会又分为老会、圣会。老会指立会已近一百年的香会；圣会在京西山乡又称“盛会”，指立会时间较短的香会。历史最久的老会是门头沟区下苇甸村的开山老会，自妙峰山娘娘庙建庙时便已成立。1996年妙峰山娘娘庙会上，有百余档香会，其中不少都是老会，例如西城区的“万福顺义太狮老会”、“地安门开路老会”，东城区的“东安门开路老会”、 “圣水长春秧歌老会”，海淀区的“善缘掸尘修道老会”，崇文区的“万里云程踏车老会”等等。
香会中有一种叫“皇会”，指曾经受到“御赏”或“御赐”的香会。清朝同治、光绪年间，每逢庙会期间，慈安太后、慈禧太后常坐在颐和园北宫门的门楼上观看过会的武会表演，两宫太后觉得演得好的，便下令召入颐和园内表演，或加以赏赐。受召或受赏的香会自此便可改称“皇会”，在会名前加“万寿”、“万寿无疆”等字样，会旗也从蓝色改为黄色，旗上可绣龙，箱笼上可画龙。海淀区西北旺的高跷秧歌会曾被传进颐和园表演，获慈禧太后赏给龙旗、黄幌、白银，封为“天下第一会”。1996年妙峰山庙会时，这支“奉懿旨高跷皇会”也上妙峰山表演。又如，“万寿善缘缝绽会”创立于清朝康熙十二年（1673年），嘉庆十八年（1813年）内务府奉旨赐该会黄旗。

## 延伸阅读
- 京報·副刊第147號－妙峰山進香專號（一），1925年5月13日
- 京報·副刊第157號－妙峰山進香專號（二），1925年5月23日
- 京報·副刊第163號－妙峰山進香專號（三），1925年5月29日
- 京報·副刊第171號－妙峰山進香專號（四），1925年6月6日
- 京報·副刊第210號－妙峰山進香專號（五），1925年7月17日
- 京報·副刊第251號－妙峰山進香專號（六），1925年8月27日
- 顾颉刚、庄严，妙峰山（民俗学会丛书之十八），国立中山大学语言历史学研究所，1928年
- 奉宽，妙峰山琐记（国立中山大学民俗丛书），国立中山大学民俗学会，1929年
- 金勋，妙峰山志（民国二十四年手抄本），中国科学院图书馆藏
- 中国旅游文化学会旅游民俗专业委员会，妙峰山：世紀之交的中国民俗流变，中国城市出版社，1996年
- 吴效群，妙峰山——北京民间社会的历史变迁，人民出版社，2006年
- 吴效群，历史上北京地区的碧霞元君信仰，北京档案2005年第3期
- 罗名成，妙峰山香会的世俗价值，民俗研究1996年第2期
- 社会调查集刊——妙峰山田野采风专刊，中国农业大学社会学系，2006年
- 孙庆忠，妙峰山：民间文化的记忆与传承，知识产权出版社，2011年